# Llista de topònims de Bellcaire d'Urgell
Llista de topònims (noms propis de lloc) del municipi de Bellcaire d'Urgell, a la Noguera
Informació actualitzada per un bot. Els canvis manuals es perdran quan s'actualitzi!

## cabana
| imatge | Nom                           | Ubicat a           | instància de | Detalls | coordenades                                                          | Protecció | Commons (més fotos) | Dades a WD                    |
| ------ | ----------------------------- | ------------------ | ------------ | ------- | -------------------------------------------------------------------- | --------- | ------------------- | ----------------------------- |
|        | Era el Torrent                | Bellcaire d'Urgell | cabana       |         | 41° 45′ 47″ N, 0° 54′ 36″ E / 41.7630706543701°N,0.909889769435695°E |           |                     | Modifica les dades a Wikidata |
|        | cabana de l'Allero            | Bellcaire d'Urgell | cabana       |         | 41° 46′ 07″ N, 0° 55′ 30″ E / 41.7686232539933°N,0.925048140403666°E |           |                     | Modifica les dades a Wikidata |
|        | cabana de l'Andorrà           | Bellcaire d'Urgell | cabana       |         | 41° 44′ 54″ N, 0° 51′ 34″ E / 41.7483085166697°N,0.859484735242921°E |           |                     | Modifica les dades a Wikidata |
|        | cabana de la Pura             | Bellcaire d'Urgell | cabana       |         | 41° 46′ 16″ N, 0° 54′ 20″ E / 41.7712057653785°N,0.905571212572873°E |           |                     | Modifica les dades a Wikidata |
|        | cabana de la Tonya            | Bellcaire d'Urgell | cabana       |         | 41° 46′ 22″ N, 0° 53′ 16″ E / 41.7726725751611°N,0.887801709652726°E |           |                     | Modifica les dades a Wikidata |
|        | cabana del Marquilles         | Bellcaire d'Urgell | cabana       |         | 41° 45′ 45″ N, 0° 55′ 07″ E / 41.762399544465°N,0.918560526419468°E  |           |                     | Modifica les dades a Wikidata |
|        | cabana del Maçana             | Bellcaire d'Urgell | cabana       |         | 41° 46′ 12″ N, 0° 55′ 28″ E / 41.7700969217938°N,0.924363008902038°E |           |                     | Modifica les dades a Wikidata |
|        | cabana del Montsonís          | Bellcaire d'Urgell | cabana       |         | 41° 46′ 35″ N, 0° 54′ 40″ E / 41.7764664962327°N,0.911066961643695°E |           |                     | Modifica les dades a Wikidata |
|        | cabana del Paquito            | Bellcaire d'Urgell | cabana       |         | 41° 45′ 18″ N, 0° 54′ 33″ E / 41.7550962296426°N,0.909186397454376°E |           |                     | Modifica les dades a Wikidata |
|        | cabana del Pubill del Roc     | Bellcaire d'Urgell | cabana       |         | 41° 46′ 08″ N, 0° 55′ 23″ E / 41.7687599362732°N,0.923142936912877°E |           |                     | Modifica les dades a Wikidata |
|        | cobert de la Cooperativa      | Bellcaire d'Urgell | cabana       |         | 41° 45′ 38″ N, 0° 53′ 43″ E / 41.7606080962807°N,0.8953787591532°E   |           |                     | Modifica les dades a Wikidata |
|        | cobert del Lluc               | Bellcaire d'Urgell | cabana       |         | 41° 44′ 59″ N, 0° 53′ 41″ E / 41.7497445313943°N,0.894783670684549°E |           |                     | Modifica les dades a Wikidata |
|        | cobert del Manuel de l'Esteve | Bellcaire d'Urgell | cabana       |         | 41° 45′ 20″ N, 0° 54′ 35″ E / 41.7555640354792°N,0.909652323514826°E |           |                     | Modifica les dades a Wikidata |
|        | cobert del Rubió              | Bellcaire d'Urgell | cabana       |         | 41° 46′ 11″ N, 0° 54′ 41″ E / 41.7696443734184°N,0.911324486907509°E |           |                     | Modifica les dades a Wikidata |
|        | cobert del Zenon              | Bellcaire d'Urgell | cabana       |         | 41° 46′ 14″ N, 0° 55′ 30″ E / 41.7705237921298°N,0.925059053149523°E |           |                     | Modifica les dades a Wikidata |
|        | corral de Ramon Torres        | Bellcaire d'Urgell | cabana       |         | 41° 45′ 48″ N, 0° 52′ 58″ E / 41.7634045904449°N,0.882885097854452°E |           |                     | Modifica les dades a Wikidata |
|        | corral del Torres             | Bellcaire d'Urgell | cabana       |         | 41° 45′ 42″ N, 0° 54′ 45″ E / 41.7616605887958°N,0.912581933089525°E |           |                     | Modifica les dades a Wikidata |
|        | era del Miquelet del Cinto    | Bellcaire d'Urgell | cabana       |         | 41° 45′ 47″ N, 0° 54′ 32″ E / 41.7630632421042°N,0.908987813827447°E |           |                     | Modifica les dades a Wikidata |
|        | era del Roger                 | Bellcaire d'Urgell | cabana       |         | 41° 45′ 22″ N, 0° 54′ 31″ E / 41.7560411476956°N,0.908650541828058°E |           |                     | Modifica les dades a Wikidata |
|        | era del Rossell               | Bellcaire d'Urgell | cabana       |         | 41° 46′ 12″ N, 0° 54′ 38″ E / 41.7699882291924°N,0.910423065061715°E |           |                     | Modifica les dades a Wikidata |

## entitat singular de població
| imatge | Nom                | Ubicat a           | instància de                                   | Detalls  | coordenades                                                   | Protecció | Commons (més fotos)            | Dades a WD                    |
| ------ | ------------------ | ------------------ | ---------------------------------------------- | -------- | ------------------------------------------------------------- | --------- | ------------------------------ | ----------------------------- |
|        | Bellcaire d'Urgell | Bellcaire d'Urgell | entitat singular de població capital municipal | 1207 hab | 41° 45′ 00″ N, 0° 55′ 00″ E / 41.75°N,0.91667°E 262 msnm      |           |                                | Modifica les dades a Wikidata |
|        | el Pedrís          | Bellcaire d'Urgell | entitat singular de població                   | 19 hab   | 41° 45′ 49″ N, 0° 52′ 00″ E / 41.763741°N,0.866761°E 259 msnm |           | El Pedrís (Bellcaire d'Urgell) | Modifica les dades a Wikidata |

## església
| imatge | Nom                               | Ubicat a           | instància de | Detalls                                                           | coordenades                                                                                      | Protecció                                  | Commons (més fotos)               | Dades a WD                    |
| ------ | --------------------------------- | ------------------ | ------------ | ----------------------------------------------------------------- | ------------------------------------------------------------------------------------------------ | ------------------------------------------ | --------------------------------- | ----------------------------- |
|        | Sant Pere de Pedrís               | Bellcaire d'Urgell | església     | Estil: arquitectura popular 20th century                          | 41° 45′ 56″ N, 0° 51′ 43″ E / 41.765524°N,0.862017°E ca:Al lloc del Pedrís 265 msnm              | bé integrant del patrimoni cultural català | Sant Pere de Pedrís               | Modifica les dades a Wikidata |
|        | Santa Maria de Bellcaire d'Urgell | Bellcaire d'Urgell | església     | Estil: arquitectura barroca arquitectura neoclàssica 18th century | 41° 45′ 33″ N, 0° 54′ 22″ E / 41.759207°N,0.906082°E ca:Plaça Major, Bellcaire d'Urgell 267 msnm | bé integrant del patrimoni cultural català | Santa Maria de Bellcaire d'Urgell | Modifica les dades a Wikidata |

## granja
| imatge | Nom                            | Ubicat a           | instància de | Detalls | coordenades                                                          | Protecció | Commons (més fotos) | Dades a WD                    |
| ------ | ------------------------------ | ------------------ | ------------ | ------- | -------------------------------------------------------------------- | --------- | ------------------- | ----------------------------- |
|        | Granges de Ca l'Elvira         | Bellcaire d'Urgell | granja       |         | 41° 44′ 40″ N, 0° 54′ 44″ E / 41.744351734096°N,0.91231781611678°E   |           |                     | Modifica les dades a Wikidata |
|        | Granges del Torres             | Bellcaire d'Urgell | granja       |         | 41° 44′ 41″ N, 0° 54′ 08″ E / 41.7446019023596°N,0.902167235563771°E |           |                     | Modifica les dades a Wikidata |
|        | Granja de Matamala             | Bellcaire d'Urgell | granja       |         | 41° 46′ 03″ N, 0° 55′ 03″ E / 41.7675963490342°N,0.917574435789314°E |           |                     | Modifica les dades a Wikidata |
|        | Granja de Pere Verger          | Bellcaire d'Urgell | granja       |         | 41° 45′ 13″ N, 0° 53′ 53″ E / 41.7536590337285°N,0.898047466145986°E |           |                     | Modifica les dades a Wikidata |
|        | Granja de Sebastià Mas         | Bellcaire d'Urgell | granja       |         | 41° 45′ 17″ N, 0° 52′ 40″ E / 41.7547556968545°N,0.877853226532385°E |           |                     | Modifica les dades a Wikidata |
|        | Granja de l'Ambròs             | Bellcaire d'Urgell | granja       |         | 41° 45′ 11″ N, 0° 53′ 53″ E / 41.7531187547668°N,0.898053073236135°E |           |                     | Modifica les dades a Wikidata |
|        | Granja de l'Arrufat            | Bellcaire d'Urgell | granja       |         | 41° 45′ 54″ N, 0° 53′ 20″ E / 41.7650476104006°N,0.888966174874711°E |           |                     | Modifica les dades a Wikidata |
|        | Granja del Benet               | Bellcaire d'Urgell | granja       |         | 41° 46′ 35″ N, 0° 54′ 57″ E / 41.776309331837°N,0.915800547621426°E  |           |                     | Modifica les dades a Wikidata |
|        | Granja del Borda               | Bellcaire d'Urgell | granja       |         | 41° 45′ 39″ N, 0° 52′ 37″ E / 41.7609277321775°N,0.877024293356468°E |           |                     | Modifica les dades a Wikidata |
|        | Granja del Brufau              | Bellcaire d'Urgell | granja       |         | 41° 46′ 32″ N, 0° 54′ 16″ E / 41.7754617136226°N,0.904361882827834°E |           |                     | Modifica les dades a Wikidata |
|        | Granja del Carbonell           | Bellcaire d'Urgell | granja       |         | 41° 46′ 11″ N, 0° 53′ 55″ E / 41.7697021028269°N,0.898690565765663°E |           |                     | Modifica les dades a Wikidata |
|        | Granja del Carbí               | Bellcaire d'Urgell | granja       |         | 41° 46′ 05″ N, 0° 54′ 33″ E / 41.7680647222939°N,0.909150157013811°E |           |                     | Modifica les dades a Wikidata |
|        | Granja del Feliu               | Bellcaire d'Urgell | granja       |         | 41° 45′ 46″ N, 0° 53′ 31″ E / 41.7626438001754°N,0.891956065122109°E |           |                     | Modifica les dades a Wikidata |
|        | Granja del Gaspanet            | Bellcaire d'Urgell | granja       |         | 41° 45′ 59″ N, 0° 54′ 16″ E / 41.7665184632019°N,0.904364352864504°E |           |                     | Modifica les dades a Wikidata |
|        | Granja del Llorenç             | Bellcaire d'Urgell | granja       |         | 41° 45′ 26″ N, 0° 55′ 48″ E / 41.7572138437765°N,0.93013090039045°E  |           |                     | Modifica les dades a Wikidata |
|        | Granja del Nadal               | Bellcaire d'Urgell | granja       |         | 41° 46′ 38″ N, 0° 54′ 38″ E / 41.7771336975069°N,0.910612152350936°E |           |                     | Modifica les dades a Wikidata |
|        | Granja del Paquito del Morrets | Bellcaire d'Urgell | granja       |         | 41° 46′ 20″ N, 0° 54′ 41″ E / 41.7721835390584°N,0.911290204559389°E |           |                     | Modifica les dades a Wikidata |
|        | Granja del Pelegrí             | Bellcaire d'Urgell | granja       |         | 41° 44′ 21″ N, 0° 54′ 13″ E / 41.7392320111828°N,0.903532543144079°E |           |                     | Modifica les dades a Wikidata |
|        | Granja del Pla                 | Bellcaire d'Urgell | granja       |         | 41° 45′ 11″ N, 0° 54′ 40″ E / 41.7531073012745°N,0.911247524015049°E |           |                     | Modifica les dades a Wikidata |
|        | Granja del Porta               | Bellcaire d'Urgell | granja       |         | 41° 46′ 33″ N, 0° 53′ 42″ E / 41.7757476818571°N,0.89488366242371°E  |           |                     | Modifica les dades a Wikidata |
|        | Granja del Reig                | Bellcaire d'Urgell | granja       |         | 41° 44′ 38″ N, 0° 53′ 48″ E / 41.7438955200328°N,0.896538164196149°E |           |                     | Modifica les dades a Wikidata |
|        | Granja del Rossell             | Bellcaire d'Urgell | granja       |         | 41° 45′ 05″ N, 0° 53′ 05″ E / 41.7514417587052°N,0.884709623846012°E |           |                     | Modifica les dades a Wikidata |
|        | Granja del Ruíz                | Bellcaire d'Urgell | granja       |         | 41° 45′ 05″ N, 0° 52′ 36″ E / 41.7515258400176°N,0.87657654223237°E  |           |                     | Modifica les dades a Wikidata |
|        | Granja del Samuel              | Bellcaire d'Urgell | granja       |         | 41° 45′ 41″ N, 0° 54′ 50″ E / 41.7614690284647°N,0.913935390807443°E |           |                     | Modifica les dades a Wikidata |
|        | Granja del Tresassa            | Bellcaire d'Urgell | granja       |         | 41° 44′ 59″ N, 0° 53′ 51″ E / 41.7497290844317°N,0.897381959714432°E |           |                     | Modifica les dades a Wikidata |
|        | Granja del Verger              | Bellcaire d'Urgell | granja       |         | 41° 45′ 06″ N, 0° 52′ 31″ E / 41.7516179531516°N,0.875226468416882°E |           |                     | Modifica les dades a Wikidata |
|        | Vaqueria del Barrunta          | Bellcaire d'Urgell | granja       |         | 41° 45′ 16″ N, 0° 53′ 50″ E / 41.7544985036434°N,0.897166100535107°E |           |                     | Modifica les dades a Wikidata |

## masia
| imatge | Nom                       | Ubicat a           | instància de | Detalls | coordenades                                                                   | Protecció | Commons (més fotos) | Dades a WD                    |
| ------ | ------------------------- | ------------------ | ------------ | ------- | ----------------------------------------------------------------------------- | --------- | ------------------- | ----------------------------- |
|        | Cal Badia                 | Bellcaire d'Urgell | masia        |         | 41° 44′ 44″ N, 0° 54′ 20″ E / 41.745440697395°N,0.905687584283587°E           |           |                     | Modifica les dades a Wikidata |
|        | Cal Milla                 | Bellcaire d'Urgell | masia        |         | 41° 44′ 27″ N, 0° 54′ 45″ E / 41.740751335884°N,0.91243448834834°E            |           |                     | Modifica les dades a Wikidata |
|        | Cal Sentanyes             | Bellcaire d'Urgell | masia        |         | 41° 46′ 39″ N, 0° 53′ 49″ E / 41.7774716141441°N,0.897053176051691°E          |           |                     | Modifica les dades a Wikidata |
|        | Masia de ca l'Orella      | Bellcaire d'Urgell | masia        |         | 41° 45′ 50″ N, 0° 51′ 52″ E / 41.764016°N,0.864328°E 261 msnm                 |           |                     | Modifica les dades a Wikidata |
|        | Masia Alemany             | Bellcaire d'Urgell | masia        |         | 41° 46′ 33″ N, 0° 54′ 09″ E / 41.77578026251°N,0.902570823226996°E            |           |                     | Modifica les dades a Wikidata |
|        | Masia Assús               | Bellcaire d'Urgell | masia        |         | 41° 45′ 48″ N, 0° 52′ 11″ E / 41.7632759390949°N,0.869596958947198°E          |           |                     | Modifica les dades a Wikidata |
|        | Masia Bofill              | Bellcaire d'Urgell | masia        |         | 41° 45′ 54″ N, 0° 50′ 58″ E / 41.7650718184303°N,0.849496185686826°E          |           |                     | Modifica les dades a Wikidata |
|        | Masia Calafí              | Bellcaire d'Urgell | masia        |         | 41° 45′ 59″ N, 0° 52′ 42″ E / 41.7663103417739°N,0.878314419302864°E          |           |                     | Modifica les dades a Wikidata |
|        | Masia Caliu               | Bellcaire d'Urgell | masia        |         | 41° 46′ 19″ N, 0° 54′ 02″ E / 41.772057414362°N,0.90059152590368°E            |           |                     | Modifica les dades a Wikidata |
|        | Masia Carrabina           | Bellcaire d'Urgell | masia        |         | 41° 45′ 24″ N, 0° 50′ 58″ E / 41.7567140032355°N,0.84949870052379°E           |           |                     | Modifica les dades a Wikidata |
|        | Masia Codina              | Bellcaire d'Urgell | masia        |         | 41° 45′ 07″ N, 0° 51′ 11″ E / 41.7520621753897°N,0.853105844255934°E          |           |                     | Modifica les dades a Wikidata |
|        | Masia Guineu              | Bellcaire d'Urgell | masia        |         | 41° 45′ 39″ N, 0° 51′ 11″ E / 41.7609136985706°N,0.85301518726461°E           |           |                     | Modifica les dades a Wikidata |
|        | Masia Muntanyés           | Bellcaire d'Urgell | masia        |         | 41° 45′ 43″ N, 0° 50′ 48″ E / 41.7620473070072°N,0.846698222830071°E          |           |                     | Modifica les dades a Wikidata |
|        | Masia Pedrol              | Bellcaire d'Urgell | masia        |         | 41° 45′ 41″ N, 0° 51′ 41″ E / 41.7615045347472°N,0.861511976989077°E          |           |                     | Modifica les dades a Wikidata |
|        | Masia Pelat               | Bellcaire d'Urgell | masia        |         | 41° 46′ 04″ N, 0° 55′ 31″ E / 41.7676451735405°N,0.925248092575115°E          |           |                     | Modifica les dades a Wikidata |
|        | Masia Ramon Paleta        | Bellcaire d'Urgell | masia        |         | 41° 45′ 03″ N, 0° 52′ 15″ E / 41.7509235323232°N,0.870799395594292°E          |           |                     | Modifica les dades a Wikidata |
|        | Masia Sabanés             | Bellcaire d'Urgell | masia        |         | 41° 45′ 35″ N, 0° 50′ 48″ E / 41.7598032098352°N,0.846616907270658°E          |           |                     | Modifica les dades a Wikidata |
|        | Masia de Mariano Ortiz    | Bellcaire d'Urgell | masia        |         | 41° 45′ 17″ N, 0° 54′ 02″ E / 41.7547422972843°N,0.900646177712419°E          |           |                     | Modifica les dades a Wikidata |
|        | Masia de Ramon Sala       | Bellcaire d'Urgell | masia        |         | 41° 45′ 28″ N, 0° 52′ 11″ E / 41.7577931100389°N,0.869706210059501°E          |           |                     | Modifica les dades a Wikidata |
|        | Masia de l'Amanç          | Bellcaire d'Urgell | masia        |         | 41° 45′ 59″ N, 0° 56′ 10″ E / 41.7664168858313°N,0.93605446971207°E           |           |                     | Modifica les dades a Wikidata |
|        | Masia de l'Andorrà        | Bellcaire d'Urgell | masia        |         | 41° 45′ 19″ N, 0° 53′ 59″ E / 41.7553846449526°N,0.899819371003041°E          |           |                     | Modifica les dades a Wikidata |
|        | Masia de l'Antonatxo      | Bellcaire d'Urgell | masia        |         | 41° 46′ 08″ N, 0° 55′ 44″ E / 41.7688547249578°N,0.92889040063386°E           |           |                     | Modifica les dades a Wikidata |
|        | Masia del Bepet           | Bellcaire d'Urgell | masia        |         | 41° 45′ 57″ N, 0° 51′ 19″ E / 41.7657222460584°N,0.855381053357759°E          |           |                     | Modifica les dades a Wikidata |
|        | Masia del Carlos          | Bellcaire d'Urgell | masia        |         | 41° 46′ 29″ N, 0° 53′ 32″ E / 41.7746001643783°N,0.892226162105846°E          |           |                     | Modifica les dades a Wikidata |
|        | Masia del Coronel de Dalt | Bellcaire d'Urgell | masia        |         | 41° 45′ 07″ N, 0° 51′ 36″ E / 41.7519222615945°N,0.860086257334377°E          |           |                     | Modifica les dades a Wikidata |
|        | Masia del Dolcet          | Bellcaire d'Urgell | masia        |         | 41° 45′ 52″ N, 0° 52′ 00″ E / 41.7645162591489°N,0.866548531452969°E          |           |                     | Modifica les dades a Wikidata |
|        | Masia del Flot            | Bellcaire d'Urgell | masia        |         | 41° 46′ 04″ N, 0° 53′ 10″ E / 41.7677870253537°N,0.886109397182431°E          |           |                     | Modifica les dades a Wikidata |
|        | Masia del Josep Vilanova  | Bellcaire d'Urgell | masia        |         | 41° 45′ 17″ N, 0° 52′ 22″ E / 41.7546625211353°N,0.872816698276159°E          |           |                     | Modifica les dades a Wikidata |
|        | Masia del Morros          | Bellcaire d'Urgell | masia        |         | 41° 46′ 12″ N, 0° 52′ 07″ E / 41.7701270357865°N,0.868479930658623°E          |           |                     | Modifica les dades a Wikidata |
|        | Masia del Pau             | Bellcaire d'Urgell | masia        |         | 41° 44′ 24″ N, 0° 55′ 12″ E / 41.7399078805369°N,0.919900567181162°E          |           |                     | Modifica les dades a Wikidata |
|        | Masia del Picollar        | Bellcaire d'Urgell | masia        |         | 41° 45′ 20″ N, 0° 55′ 52″ E / 41.75550098237°N,0.93120080870878°E             |           |                     | Modifica les dades a Wikidata |
|        | Masia del Pilot           | Bellcaire d'Urgell | masia        |         | 41° 45′ 15″ N, 0° 51′ 07″ E / 41.754044464044°N,0.85186632670837°E            |           |                     | Modifica les dades a Wikidata |
|        | Masia del Pinxo           | Bellcaire d'Urgell | masia        |         | 41° 46′ 08″ N, 0° 52′ 11″ E / 41.7688527853375°N,0.869701103448812°E          |           |                     | Modifica les dades a Wikidata |
|        | Masia del Rafeló          | Bellcaire d'Urgell | masia        |         | 41° 46′ 12″ N, 0° 50′ 47″ E / 41.7699474079181°N,0.846301590889442°E          |           |                     | Modifica les dades a Wikidata |
|        | Masia del Sala            | Bellcaire d'Urgell | masia        |         | 41° 45′ 52″ N, 0° 51′ 01″ E / 41.7645574337253°N,0.85040355385665°E           |           |                     | Modifica les dades a Wikidata |
|        | Masia del Serraller       | Bellcaire d'Urgell | masia        |         | 41° 46′ 37″ N, 0° 53′ 52″ E / 41.7769875707718°N,0.897670589743306°E          |           |                     | Modifica les dades a Wikidata |
|        | Masia dels Tolosa         | Bellcaire d'Urgell | masia        |         | 41° 46′ 30″ N, 0° 53′ 49″ E / 41.7748646169169°N,0.896825556267292°E          |           |                     | Modifica les dades a Wikidata |
|        | Torre Calaucella          | Bellcaire d'Urgell | masia        |         | 41° 45′ 44″ N, 0° 52′ 25″ E / 41.762090907642°N,0.873689970592484°E 260 msnm  |           |                     | Modifica les dades a Wikidata |
|        | Torre Coronel             | Bellcaire d'Urgell | masia        |         | 41° 44′ 37″ N, 0° 51′ 40″ E / 41.7436561027173°N,0.861142532930187°E          |           |                     | Modifica les dades a Wikidata |
|        | Torre Pedrol              | Bellcaire d'Urgell | masia        |         | 41° 45′ 42″ N, 0° 51′ 38″ E / 41.7617948875929°N,0.860660301991549°E 250 msnm |           |                     | Modifica les dades a Wikidata |
|        | Torre de Sant Josep       | Bellcaire d'Urgell | masia        |         | 41° 44′ 23″ N, 0° 55′ 09″ E / 41.739842554199°N,0.919277378747709°E           |           |                     | Modifica les dades a Wikidata |
|        | Torre de l'Esmolet        | Bellcaire d'Urgell | masia        |         | 41° 45′ 07″ N, 0° 53′ 12″ E / 41.7518635396607°N,0.886584035777155°E          |           |                     | Modifica les dades a Wikidata |
|        | Torre del Clotet          | Bellcaire d'Urgell | masia        |         | 41° 46′ 22″ N, 0° 51′ 23″ E / 41.7727366755801°N,0.85626619643733°E 254 msnm  |           |                     | Modifica les dades a Wikidata |
|        | Torre del Laureà          | Bellcaire d'Urgell | masia        |         | 41° 44′ 42″ N, 0° 53′ 25″ E / 41.7450250102093°N,0.890356049435636°E          |           |                     | Modifica les dades a Wikidata |
|        | Torre del Notari          | Bellcaire d'Urgell | masia        |         | 41° 45′ 07″ N, 0° 52′ 09″ E / 41.7520165332587°N,0.869031345236443°E 239 msnm |           |                     | Modifica les dades a Wikidata |
|        | els Tres Rodets           | Bellcaire d'Urgell | masia        |         | 41° 44′ 24″ N, 0° 54′ 14″ E / 41.7399426463142°N,0.903978393179914°E          |           |                     | Modifica les dades a Wikidata |

## serra
| imatge | Nom               | Ubicat a                            | instància de | Detalls | coordenades                                            | Protecció | Commons (més fotos) | Dades a WD                    |
| ------ | ----------------- | ----------------------------------- | ------------ | ------- | ------------------------------------------------------ | --------- | ------------------- | ----------------------------- |
|        | Serra de Morinyol | Bellcaire d'Urgell                  | serra        |         | 41° 47′ 09″ N, 0° 53′ 42″ E / 41.7859°N,0.894983°E     |           |                     | Modifica les dades a Wikidata |
|        | Serres del Camp   | Bellcaire d'Urgell la Sentiu de Sió | serra        |         | 41° 47′ 21″ N, 0° 52′ 33″ E / 41.78915556°N,0.875925°E |           |                     | Modifica les dades a Wikidata |

## Misc
| imatge | Nom                                 | Ubicat a                    | instància de           | Detalls                                                       | coordenades                                                                                           | Protecció                                  | Commons (més fotos)                       | Dades a WD                    |
| ------ | ----------------------------------- | --------------------------- | ---------------------- | ------------------------------------------------------------- | --- | ------------------------------------------ | ----------------------------------------- | ----------------------------- |
|        | Ajuntament i font                   | Bellcaire d'Urgell          | casa consistorial font | Estil: arquitectura popular arquitectura barroca 18th century | 41° 45′ 34″ N, 0° 54′ 22″ E / 41.759433°N,0.906°E ca:Plaça Major, 1 267 msnm                          | bé integrant del patrimoni cultural català | Ajuntament i font (Bellcaire d'Urgell)    | Modifica les dades a Wikidata |
|        | Casa senyorial                      | Bellcaire d'Urgell          | casa                   | Estil: arquitectura popular 16th century                      | 41° 45′ 33″ N, 0° 54′ 19″ E / 41.759131°N,0.905155°E ca:Carrer Major, 23, Bellcaire d'Urgell 268 msnm | bé integrant del patrimoni cultural català | Casa senyorial (Bellcaire d'Urgell)       | Modifica les dades a Wikidata |
|        | Murinyol                            | Bellcaire d'Urgell          | vèrtex geodèsic        | Alt: 1.2m                                                     | 41° 47′ 09″ N, 0° 53′ 42″ E / 41.785915°N,0.894948°E 362.876 msnm                                     |                                            |                                           | Modifica les dades a Wikidata |
|        | Plaça i carrer Major                | Bellcaire d'Urgell          | plaça                  | 16th century                                                  | 41° 45′ 33″ N, 0° 54′ 21″ E / 41.759294°N,0.905878°E 268 msnm                                         | bé integrant del patrimoni cultural català | Plaça i carrer Major (Bellcaire d'Urgell) | Modifica les dades a Wikidata |
|        | Serra Morinyol                      | Bellcaire d'Urgell          | muntanya               |                                                               | 41° 47′ 09″ N, 0° 53′ 42″ E / 41.7859°N,0.894983°E 362.5 msnm                                         |                                            |                                           | Modifica les dades a Wikidata |
|        | canal auxiliar d'Urgell             | Noguera Pla d'Urgell Segrià | canal de reg           | Desemboca: canal d'Urgell                                     | 41° 42′ 28″ N, 0° 55′ 39″ E / 41.707651°N,0.927486°E                                                  |                                            |                                           | Modifica les dades a Wikidata |
|        | creu de terme de Bellcaire d'Urgell | Bellcaire d'Urgell          | creu de terme          | Estil: gòtic tardà 16th century                               | 41° 45′ 28″ N, 0° 54′ 25″ E / 41.757839°N,0.906929°E ca:Carrer de Pompeu Fabra, Bellcaire 263 msnm    | bé integrant del patrimoni cultural català | Creu de terme (Bellcaire d'Urgell)        | Modifica les dades a Wikidata |